# Ataque de día cero
Un ataque de día cero (en inglés: zero-day attack) es un ataque contra una aplicación o sistema informático que tiene como objetivo la ejecución de código malicioso gracias al conocimiento de vulnerabilidades que son desconocidas para los usuarios y para el fabricante del producto. Esto supone que aun no hayan sido arregladas. Es frecuente la venta en el mercado negro de exploits que aprovechan estas vulnerabilidades. Su precio se establece con base a su impacto y el número de dispositivos vulnerables. Un ataque de día cero se considera uno de los más peligrosos instrumentos de una guerra informática.
El término "día cero" se refería originalmente al número de días desde que se lanzó al público una nueva pieza de software, por lo que el "software de día cero" se obtenía pirateando la computadora de un desarrollador antes de su lanzamiento. Finalmente, el término se aplicó a las vulnerabilidades que permitieron esta piratería y al número de días que el proveedor ha tenido para solucionarlas. Una vez que el proveedor se entera de la vulnerabilidad, generalmente creará parches o recomendará soluciones para mitigarla.

## Vías de ataque
Los que se dedican al malware son capaces de aprovecharse de estas vulnerabilidades mediante diferentes vías de ataque. Por ejemplo, códigos en páginas web que revelan vulnerabilidades en navegadores. Los navegadores son un objetivo especial debido a su amplia distribución y uso. Otra forma de aprovechar estos fallos es utilizar aplicaciones que abren ciertos documentos que revelan los fallos. Los exploits que pueden mejorar el software se revelan en bases de datos como US-CERT. Se puede diseñar malware para aprovecharse de estos exploits y conseguir información confidencial como credenciales bancarias.

## Ventana de vulnerabilidad
Los ataques día cero ocurren cuando una vulnerabilidad tiene una ventana de tiempo existente entre el tiempo en el que se publica una amenaza y el tiempo en el que se publican los parches que las solucionan. Normalmente estos parches son preparados por los propios responsables del programa «defectuoso» en cuestión (sobre todo con los programas de pago).
La línea de tiempo que se emplea para virus y troyanos, entre otros, es la siguiente:
- Publicación del ataque o exploit al mundo
- Detección y estudio del problema
- Desarrollo de una solución al mismo
- Publicación del parche (o firma del virus si procede), para evitar el exploit.
- Distribución e instalación del parche en los sistemas de los usuarios y actualización de los antivirus.

Este proceso puede durar horas o incluso días. Todo el tiempo que dura este proceso es el que dura la ventana de vulnerabilidad.

## Protección
La protección de día cero es la habilidad de proporcionar protección contra vulnerabilidades de día cero. Por ejemplo, para limitar los ataques de día cero referentes a fallos en memoria, se usan técnicas como el desbordamiento de buffer. Estos mecanismos de protección se pueden encontrar en sistemas operativos actuales como Microsoft Windows, Solaris, GNU/Linux, Unix, SentinelOne y macOS.
Mediante métodos como el golpeo de puertos se proporciona seguridad frente a ataques en servicios de red, aunque estos sistemas de protección no suelen ser útiles para redes con gran cantidad de usuarios.
Empresas como GamaSec en Israel y DataClone Labs en Reno, Nevada, ayudan a esta protección mediante el Proyecto ZeroDay que proporciona información sobre futuros ataques y vulnerabilidades.
Otro medio para evitar estos ataques es esperar un tiempo razonable para actualizar una versión. Las vulnerabilidades del nuevo software suelen ser arregladas en las primeras actualizaciones del mismo. Es recomendable actualizar el software para arreglar los posibles fallos existentes en el mismo.

## Ética
Existen diferentes puntos de vista en cuanto al uso de la información de estas vulnerabilidades. Las empresas dedicadas a la seguridad informática investigan estos ataques para entender mejor cómo funcionan. Por otro lado, hay empresas que compran estas vulnerabilidades para seguir investigando. Un ejemplo de esto es la Iniciativa Zeroday[cita requerida]. Mientras que la compra y venta de esta información es legal en la mayor parte del mundo, hay mucha controversia sobre la revelación de esta información.